# Robert King Merton
Pour les articles homonymes, voir Merton.
Robert King Merton, né Meyer Robert Schkolnick (1910-2003), est un sociologue américain. En 1994, il est le premier sociologue à recevoir la National Medal of Science, récompensant ses nombreuses et importantes contributions en sociologie. Robert King Merton est considéré par beaucoup comme le fondateur de la sociologie des sciences. Il a développé des concepts notables tels que les conséquences inattendues, les rôles modèles, les prophéties auto-réalisatrices, les théories de moyenne portée, ou encore la socialisation anticipatrice et les groupes de référence. Il a introduit le concept de sérendipité en sociologie.

## Biographie

### Enfance
Robert King Merton est né Meyer Robert Schkolnick le 4 juillet 1910 à Philadelphie dans une famille juive d'origine russe ayant émigré aux États-Unis en 1904. Sa mère, Ida Rasovskaya, était une socialiste aux pensées radicales et peu attachée à sa religion. Son père, Aaron Schkolnickoff, était un tailleur. Il est arrivé officiellement aux États-Unis sous le nom de Harrie Skolnick. La famille de Robert Merton vivait dans des conditions difficiles, notamment à la suite d'un incendie qui survint dans le local du commerce alimentaire du père au sud de Philadelphie. Il deviendra par la suite assistant d'un charpentier pour subvenir aux besoins de sa famille.
Au lycée de South Philadelphia, il fréquente régulièrement la bibliothèque Carnegie, l'académie de Musique, la bibliothèque municipale et le musée des Beaux-Arts. Il prend initialement le nom de Robert K. Merton pour ses spectacles de magie. En 1994, Robert King Merton déclarait dans un article que grandir dans les quartiers sud de Philadelphie pourvoyait aux jeunes « toutes sortes de capitaux — du capital social, culturel, humain et, surtout, ce qu'on pourrait appeler du capital public — à savoir toutes sortes de capitaux excepté le capital économique »,.
Dans sa jeunesse, Merton se passionne pour la magie, influencé notamment par le copain de sa sœur. À 14 ans, il choisit de s'appeler Merlin, puis Merton, afin d'américaniser son nom. Il choisit le prénom Robert en l'honneur du magicien français Jean-Eugène Robert-Houdin, considéré pour beaucoup comme le père de la magie moderne. Il gardera ce nom par la suite, notamment lorsqu'il recevra son diplôme de l'université Temple.

### Études
De 1927 à 1931, Robert K. Merton est à l'université Temple de Philadelphie. Il y découvre la sociologie en devenant assistant de recherche dans un projet mené par George E. Simpson sur le rapport entre les médias et la discrimination raciale. Sous la tutelle de George Simpson, il participe à un meeting annuel de l'Association américaine de sociologie où il rencontre Pitirim Sorokin, le fondateur de la chaire de sociologie de l'université d'Harvard. Reçu à Harvard, il devient l'assistant de Sorokin de 1931 à 1936.
Beaucoup de personnes doutaient du fait que Merton pût être accepté à Harvard en sortant de Temple, mais il commençait déjà à publier avec Pitirim Sorokin après sa deuxième année. Outre ceux de Pitirim Sorokin, il suit les cours de Talcott Parsons en sociologie et George Sarton en histoire des sciences. En 1934, il publie des articles à son nom. Il sort d'Harvard avec une maîtrise et un doctorat en sociologie, dirigés par Pitirim Sorokin. À la fin de ses études, Robert Merton s'est fait déjà connaître de ses pairs en sociologie, notamment avec sa première publication majeure, Science, Technology and Society in Seventeenth-Century England, un ouvrage pionnier de la sociologie des sciences. Il y expose ce qu'on désignera par la suite la thèse de Merton, qui souligne la corrélation positive entre le piétisme protestant et les débuts de la science expérimentale, non loin en cela des travaux de Max Weber sur le lien entre l'éthique protestante et l'économie capitaliste.

### Enseignement
Il enseigne à Harvard jusqu'en 1938, année durant laquelle il devient professeur et président du département de sociologie de l'université Tulane. En 1941, il rejoint l'université Columbia, où il passera la majeure partie de sa carrière universitaire. Durant près de 50 années de services à Columbia, il obtient de nombreux postes prestigieux. Il est directeur associé du Bureau de recherche appliquée en sciences sociales de 1942 à 1971, et est nommé Professeur Giddings de sociologie en 1963. En 1974, il devient professeur d'université, le grade le plus élevé dans l'enseignement universitaire. Il est aussi membre de l'université Rockefeller, ainsi que membre de la fondation Russell Sage. En 1984, il décide d'arrêter d'enseigner. En hommage à ses recherches, l'université Columbia crée en 1990 la chaire Robert K. Merton de sciences sociales.

### Carrière universitaire
Durant sa carrière, Robert King Merton a publié plus de 50 articles en sociologie des sciences, dont il est considéré comme le fondateur,. Mais il s'est également intéressé à la sociologie des organisations, de la déviance, ou encore à la sociologie de la sociologie. Il est également cité comme le créateur de la méthode de recherche par focus groups. Ses recherches lui ont valu de nombreuses récompenses. Il est l'un des premiers sociologues à entrer à l'Académie nationale des sciences, et le premier sociologue américain à être élu membre étranger de l'Académie royale des sciences de Suède. Il est également membre de la British Academy, de la Société philosophique américaine, de l'Académie américaine des Arts et des Sciences, qui le récompensa du Prix Parsons, de l'Académie nationale de l'Éducation et de l'Academia Europaea.
Il reçoit en 1962 une bourse Guggenheim et est le premier sociologue à recevoir le prix MacArthur. Plus de vingt universités le déclarent docteur honoris causa, dont Harvard, Yale, Columbia et Chicago, Oslo, Cracovie ou Oxford,.
En 1994, il est récompensé de la National Medal of Science pour « avoir fondé la sociologie des sciences et pour ses contributions pionnières dans l'étude de la vie sociale, notamment la prophétie auto-réalisatrice et les conséquences inattendues de l'action sociale,,. » Il est le premier sociologue à recevoir ce prix.

### Vie privée
En 1934, Robert Merton se marie avec Suzanne Carhart et ils divorcent en 1968. Ensemble, ils ont un fils, Robert C. Merton, et deux filles, Stephanie Merton Tombrello et Vanessa Merton. Robert C. Merton, est économiste et remporte le prix Nobel d'économie en 1997. Vanessa Merton est professeur de droit à l'université Pace de New York. Suzanne Carhart meurt en 1992. En 1993, Robert K. Merton se re-marie avec Harriet Zuckerman, également sociologue, dont il a été le maître de thèse à l'université Columbia. Le 23 février 2003, Robert K. Merton meurt à l'âge de 92 ans à New York. Il vivait alors à Manhattan. À sa mort, il avait trois enfants, neuf petits-enfants et neuf arrière-petits-enfants.

## Sociologie
Dans un article rendant hommage au sociologue, Simonetta Tabboni, professeur émérite à l'université de Paris VII, résume les thèmes abordées par Robert K. Merton : « Les champs d'intérêt de Merton ont été nombreux mais unis par certaines préoccupations centrales : l'attention portée aux éléments structurels, qui facilitent ou rendent difficile l'initiative de l'acteur ; la sensibilité aux "problèmes sociaux", à la déviance, à l'anomie, à la désorganisation; le souci constant de garder strictement liées la démarche théorique et la recherche empirique ; un intérêt passionné pour les thèmes de la connaissance, c'est-à-dire pour les rapports entre science et société ».

### Théories de moyenne portée
Le travail de Robert Merton est souvent comparé à celui de Talcott Parsons, dont il était l'élève à Harvard. Merton admirait les cours que donnait Parsons et a découvert à travers lui les méthodes théoriques des sociologues européens. Cependant, contrairement à Parsons qui considérait nécessaire d'établir en sciences sociales une théorie générale (ce qu'il fera via le fonctionnalisme), Merton voyait plus judicieux d'établir des « théories de moyenne portée », c'est-à-dire des théories intermédiaires, ajustées à chaque domaine de la sociologie. Il en fait la définition dans Social Theory and Social Structure : ces théories spécifiques « se situent entre, d'une part, les hypothèses de travail mineures mais nécessaires qui foisonnent dans la recherche ordinaire et, de l'autre, les efforts systématiques et exclusifs de développement d'une théorie unifiée qui expliquerait toutes les uniformités observables du comportement social, de l'organisation sociale et du changement social ».
Merton pensait ainsi que les théories de moyenne portée outrepassaient les failles de théories plus larges parce qu'elles tendent à être trop éloignées du fait social, dont les particularités propres ne peuvent être élevées en généralité sans être déformées. Selon Merton, une théorie de moyenne portée commence par une description fine et claire du phénomène étudié — d'où l'importance de la recherche empirique — et non par des concepts généraux et abstraits. Ces théories doivent être construites à partir de données empiriques dans le but de créer des hypothèses solides qui peuvent autoriser d'éventuelles généralisations.

### Théorie de l'anomie et théorie de la tension (strain theory)
Merton avançait que la théorie générale de la tension se définit par l'écart entre l'espérance et la réalité, poussant alors à des comportements déviants. « L’homme a plutôt tendance à se conformer aux règles établies, et c’est la pression de désirs insatisfaits mais légitimes qui le pousse à les transgresser », affirme Patrick Peretti-Watel. Ainsi, pour Merton, chaque société se distingue par des buts culturels et des manières, institutionnalisés, d'atteindre ces buts. Une personne qui n'a pas accès à ces moyens institutionnels cherchera par d'autres moyens d'atteindre ce but, mais cette fois en transgressant les règles. Plus spécifiquement, il « explique que les personnes plus pauvres n’ont pas accès aux moyens qui leur permettront d’atteindre leur objectif de réussite sociale et que cette situation crée une tension intérieure qui peut conduire à la délinquance ». Merton prend l'exemple de l'American Dream : la réussite matérielle est ici le but recherché. Si une personne ne peut pas atteindre cet objectif, il peut être frustré, et tenté d'atteindre ce but par d'autres moyens, délinquants, comme le commerce illégal. Cet exemple a souvent été critiqué pour son racisme de classe, car il prétend que seules les personnes avec un faible revenu peuvent agir de manière déviante, ce qui est tout à fait incorrect. Toutefois, cette critique ne porte pas contre Merton qui, d'une part, reconnaît l'importance de la « criminalité en col blanc » et, d'autre part, souligne le fait que la criminalité serait moins fortement liée à la pauvreté dans les sociétés qui n'ont pas fait de l'enrichissement personnel un but culturel.

### Groupe d'appartenance et groupe de référence
Empruntant à la psychologie sociale (Herbert Hymans) la notion de groupe de référence, Merton montre que le groupe auquel l’individu se réfère pour établir ses conduites peut différer de son groupe d'appartenance,. Cette distinction permet à Merton de développer la notion de « socialisation anticipatrice » et celle de « frustration relative ». 
D'une part, à partir de l'enquête de Samuel Stouffer sur les soldats américains (The American Soldier publié en 1949) Merton montre qu'un individu peut être socialisé en fonction du groupe auquel il souhaite appartenir, mais n'appartient pas : « Certaines recrues manifestent en effet des valeurs (le goût pour la discipline militaire) qui ne sont pas celles de leur « groupe d’appartenance » (c’est-à-dire du groupe des soldats, où la discipline est vue comme trop stricte et ceux qui la respectent trop à la lettre comme des « fayots ») mais qui sont celles du groupe auquel ils se réfèrent (dit « groupe de référence ») et vers lequel ils désirent s’élever (celui de l’institution et de la hiérarchie militaire). Ce sont d’ailleurs ces soldats-là, socialisés par anticipation, qui ont plus de chances de devenir caporaux : pour Merton le fait d’adopter les valeurs du groupe de référence est un facteur de mobilité sociale vers ce groupe, à condition que le système social ne soit pas trop rigide. ».
D'autre part, Merton montre que la frustration relative est le produit d'un décalage entre groupe d'appartenance (la situation actuelle) et groupe de référence (la situation désirée). Toujours à partir de l'enquête sur les soldats américains, Merton montre que « les gens se comparent soit avec des gens qu'ils connaissent et sont dans la même position, soit avec des "autrui" qui sont dans une position similaire à certains égards et différentes à d'autres ». Par exemple, les promotions rapides dans l'armée de l'air s'accompagnent d'une insatisfaction des aviateurs, alors que les promotions lentes dans la gendarmerie s'accompagnent d'une satisfaction plus grande. La notion de frustration relative résout le paradoxe apparent. Dans le premier cas, il y a un décalage entre les attentes de l'individu (avoir une espérance forte de promotion) et sa situation actuelle (la promotion ne s'est toujours pas réalisée), ce qui produit une frustration. Dans le second cas, il n'y a pas de décalage entre les attentes de l'individu (avoir une espérance faible de promotion) et la situation actuelle (la promotion ne s'est toujours pas réalisée), ce qui ne produit pas de frustration. Ce qui n'est pas sans rappeler ce qu'écrit Émile Durkheim dans Le suicide publié en 1897: « un vivant quelconque ne peut être heureux et même ne peut vivre que si ses besoins sont suffisamment en rapport avec ses moyens ».

### Prophéties auto-réalisatrices
Reprenant l'idée du sociologue William I. Thomas, Robert K. Merton décrit le mécanisme de prophétie auto-réalisatrice (self-fulfilling-prophecy) en ces termes : « La prophétie auto-réalisatrice est une définition d'abord fausse d'une situation, mais cette définition erronée suscite un nouveau comportement, qui la rend vraie ». Exemple : les actionnaires imaginent que le marché va s'écrouler et, cela étant, vendent leurs actions, ce qui provoque effectivement un krach boursier. Il souligne également des phénomènes inverses : lorsque la prédiction d'un évènement empêche celui-ci de se réaliser. Exemple : La crainte d'un embouteillage peut amener à différer son départ et rendre le trafic plus fluide.

### L’anomie au sens de Merton
Robert King Merton, dans un article de 1938, désigne la déviance par le terme « anomie », qu’il reprend à Émile Durkheim mais sans conserver le sens donné par ce dernier. Pour construire sa théorie anomique de la déviance, Merton distingue deux éléments constitutifs de ce qu’il nomme la « structure sociale » : 
- une série d’aspirations que chaque membre d’une société devrait poursuivre (ce sont les buts socialement approuvés) ;
- un ensemble de procédés acceptables pour combler ces aspirations (ce sont les moyens légitimes d’atteindre ces buts, qui peuvent refléter des normes institutionnelles).

Chaque société donne à ses membres des buts socialement approuvés à réaliser (valeurs) et des moyens légitimes pour les atteindre (normes). Les individus peuvent accepter ces buts socialement approuvés et moyens institutionnalisés ou les rejeter. Il est alors possible d'élaborer une typologie des modes d'adaptation individuelle.
- Conformisme. Respect des buts et des moyens. Il s’agit du comportement le plus répandu et qui, par la conformité aux buts et aux moyens, garantit la stabilité de l’ordre social. On peut raisonnablement estimer qu’elle est l’état ordinaire des sociétés.
- Innovation. Si la société ne donne pas aux individus les moyens de réaliser leurs ambitions, ils innovent. Il y a donc un respect des objectifs mais par des moyens illégaux. Ici, la déviance naît de la primauté accordée aux buts. Les individus admettent les valeurs générales de la société, mais se trouvent en marge, soit parce qu’ils cherchent à les modifier pour les améliorer, soit parce qu’ils recourent à des moyens illégitimes pour obtenir ce que tout le monde convoite.
- Ritualisme. Si les buts culturels sont inadaptés, les individus peuvent continuer à respecter les normes. Il y a alors adhésion aux moyens mais pas aux buts. La déviance ici naît de la sacralisation des moyens au détriment des objectifs. L’attachement trop important aux normes conduit les individus à n’envisager leur existence que dans le cadre très restreint que ces normes fixent, en renonçant à tout effort en vue de satisfaire des buts légitimes. Ce sont des comportements routiniers d’agents qui estiment que des aspirations modestes procurent de la satisfaction et de la sécurité alors que de trop hautes ambitions provoquent plutôt des déceptions.
- Évasion. Comportement plus rare qui reflète une non-adhésion aux fins et aux moyens. Elle est le propre de ceux qui ne se soumettent pas non plus aux normes en vigueur. La non-adhésion aux buts peut alors être un choix et non le signe d’un échec. Merton parle également de « retrait » pour décrire la situation des malades mentaux, des parias, des vagabonds et des clochards (au sens strict de personnes dont le lien social s'est fortement dissous).
- Rébellion. Il s’agit de remplacer ou d’adapter tant les fins que les moyens. Ce type d’adaptation individuelle est caractéristique d’individus étrangers aux valeurs et normes de la société. Il s’agit de l’élaboration d’une contre-légitimité qui récuse les valeurs et les moyens. Ce dernier cas est souvent exclu de la typologie.

| Mode d’adaptation | Buts socialement approuvés             | Moyens légitimes                         |
| ----------------- | -------------------------------------- | ---------------------------------------- |
| Conformité        | Acceptation                            | Acceptation                              |
| Innovation        | Acceptation                            | Refus                                    |
| Ritualisme        | Refus                                  | Acceptation                              |
| Évasion           | Refus                                  | Refus                                    |
| Rébellion         | Refus et substitution de buts nouveaux | Refus et substitution de moyens nouveaux |

Ces modes d'adaptation peuvent représenter des styles de vie de certains groupes sociaux.

### Sociologie des sciences
La sociologie des sciences est un domaine qui a particulièrement intéressé Robert King Merton durant toute sa carrière universitaire. C'est dans le questionnement du lien entre société et science qu'il a entrepris des recherches pionnières, en étudiant par exemple le rôle des institutions militaires dans le développement des recherches scientifiques durant les périodes de révolution scientifique. Il développe cette théorie dans sa thèse, intitulée « Aspects sociologiques du développement scientifique dans l'Angleterre du XVIIe siècle » et soutenue à Harvard en 1935. Sa thèse, considérée par beaucoup comme le premier ouvrage de sociologie des sciences, est rééditée par la suite sous le nom de Science, Technology and Society in Seventeenth-Century England.
Merton est à l'origine de nombreux concepts en sociologie des sciences. Il est à l'origine de l'expression « oblitération par incorporation »,,, qui qualifie la manière par laquelle l'auteur d'un concept est oublié lorsque ce dernier devient très populaire. On lui doit également l'idée de « découvertes multiples » ou « inventions multiples », et d'effet Matthieu.
En 1942, il publie l'article « Science and Technology in a Democratic Order » (plus tard republié dans un ouvrage collaboratif sous le titre « The Normative Structure of Science »), fondateur d'une tradition d'analyse des normes et valeurs qui régissent le comportement social des scientifiques. Il distingue deux types de normes interdépendantes qui régissent les comportements scientifiques : les normes méthodologiques relatives aux techniques et les normes éthiques. Ces dernières, nommées « kudos », sont au nombre de quatre : l'universalisme, le communalisme (ou communisme, mais cette appellation fut rapidement abandonnée), le désintéressement et le scepticisme organisé.
- Universalisme. La vérité ou la fausseté d’une proposition scientifique ne dépend pas de la personne qui l’énonce ni de son statut social.

- Communalisme. La production de connaissance doit se baser sur le partage absolu de la propriété intellectuelle. L'idée derrière cette norme est qu'il n’existe pas de connaissance ex nihilo ; tout le monde devrait donc partager ses découvertes pour favoriser la production de la science. Merton aborde alors le problème des brevets. Il considère que c’est une déviance qui nuit à la fonctionnalité de l’institution « science ».
- Désintéressement. Le chercheur n’est pas là pour son gain personnel mais travaille « pour la science ». Cette norme n’est pas liée à de qualités morales exceptionnelles des chercheurs selon Merton. Le désintéressement est la conséquence d’un système institutionnel qui récompense des résultats valides. Par exemple, il y a peu de fraude chez les chercheurs, ce qui est presque étonnant nous dit Merton, car les chercheurs sont tentés de produire de faux résultats pour accélérer leur carrière. Mais la fraude est souvent démasquée par les autres chercheurs et donc le chercheur est de fait contraint institutionnellement au désintéressement.
- Scepticisme organisé. Les résultats sont soumis à un examen critique avant d’être acceptés et peuvent toujours être remis en cause. Merton constate que certains chercheurs sont croyants, d’autres non, mais tous les chercheurs distinguent clairement la science et la religion. Dans la recherche, on refuse l’idée d’un sacré, c’est-à-dire quelque chose qui ne pourrait pas être remis en cause du fait d’un acte de foi.

Le contexte de rédaction de l'article est important : en 1942, les intellectuels scrutent l’Allemagne et sa manipulation de la science par les nazis. Merton cherche à sauver la science de ces dévoiements idéologiques : c’est un texte sur l’autonomie de la science. Il s'agit alors d'identifier les critères qu'il est important de mettre en avant pour garantir l’autonomie de la science. On comprend donc qu’il y a du normatif dans son texte.

### Sérendipité
Robert Merton s'est toujours intéressé au concept de sérendipité. Il en pose en 1945 la définition suivante : La découverte par chance ou sagacité de résultats pertinents que l'on ne cherchait pas. Elle se rapporte au fait assez courant d'observer une donnée inattendue, aberrante et capitale (strategic) qui donne l'occasion de développer une nouvelle théorie ou d'étendre une théorie existante. Il la reformule en 1949 dans : Social Theory et Social Structure : « Le processus par lequel une découverte inattendue et aberrante éveille la curiosité d'un chercheur et le conduit à un raccourci imprévu qui mène à une nouvelle hypothèse ».

### Dévianceetcriminalité
Merton part de l'observation que les individus dans une société agissent en fonction d’objectifs et grâce à des moyens. Le sociologue prend l'exemple, dans les années 1950 aux États-Unis, d’individus ayant pour objectif de s’enrichir mais qui, ne possédant pas les moyens de le faire (manque d'argent, d'éducation, etc). vont utiliser des moyens illégaux pour s'enrichir.

La représentation structuro-fonctionnelle de Merton de la déviance et l'anomie.

Merton les appelle innovateurs même si ceux-ci sont considérés comme des criminels. En les valorisant, il déplace le problème de la criminalité. L’origine du problème se trouve dans la vie sociale, comme le prouverait l'exemple, aux États-Unis, de l’enrichissement personnel avec des moyens différents selon les individus.
Le sociologue est à l'origine de la notion de dysfonction sociale : lorsque les conséquences d’un fait social empêchent le système de s’adapter et risquent de rendre difficile ou impossible son maintien (par exemple la criminalité urbaine entraîne des conséquences dysfonctionnelles comme l'insécurité, certaines dégradations, etc.).
On distinguerait donc « fonction manifeste » et « fonction latente » :
- Fonction manifeste : volontaire, voulue, comprise. Il y a des conséquences objectives qui contribuent à son ajustement ou son adaptation.
- Fonction latente : involontaire, pas comprise, ni voulue. Les conséquences sont du même ordre que la fonction manifeste mais elles sont involontaires et inconscientes.

À travers cette distinction figure une tentative d'analyse de pratiques qui paraissent socialement irrationnelles en allant plus loin que les jugements moraux. L'analyse fonctionnaliste que Merton utilise se fait en cinq étapes : description spécifique de ce qui est étudié ; indication des types d'alternative ; évaluation de la signification de l'activité déviante ; identification des motifs de conformisme ou de déviance et description des modèles non reconnus.
Dans le même ordre d'idées, Merton étudie le système politique. Il montre qu'une élection recouvre les deux fonctions écrites précédemment : la fonction manifeste pour le vainqueur est de gagner l'élection, et la fonction latente est que l'élection peut jouer le rôle d'ascenseur social.

## Influences
Durant sa jeunesse, Merton a été beaucoup influencé par les cours de Talcott Parsons, et dans une moindre mesure, ceux de Pitirim Sorokin, avec qui il a travaillé à Harvard. Paul Lazarsfeld constitue une influence majeure dans la théorie de moyenne portée de Merton. Lawrence Joseph Henderson lui a beaucoup appris sur les méthodes d'enquêtes qualitatives. E. F. Gay a joué également un rôle important dans la pensée de Merton, tout comme l'historien des sciences George Sarton, qui a participé a son intérêt pour la science. De manière plus large, Émile Durkheim et Georg Simmel ont contribué à forger l'intérêt de Merton pour la sociologie.

## Ouvrages publiés
- (en) The normative Structure of Science (1942) (article)
- (en) Social Theory and Social Structure (1949)
  - traduction française : Éléments de théorie et de méthode sociologique, trad. Henri Mendras, Plon, 1re éd. 1953, 2e 1965.
- (en) Continuities in Social Research (1950)
- (en) The Sociology of Science (1957)
- (en) Sociological Ambivalence (1976)
- (en) On the Shoulders of Giants: A Shandean Postscript (1985)
- The Travels and Adventures of Serendipity: A Study in Sociological Semantics and the Sociology of Science, 2004
- (en) Robert K. Merton & Elinor Barber, The Travels and Adventures of Serendipity: A Study in Sociological Semantics and the Sociology of Science, …, 2004